# 刘达临

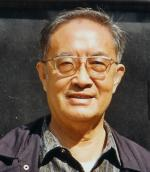
刘达临

刘达临（1932年6月2日—2022年12月17日），上海大学社会学系教授，亚洲性学联合会主席，中华性文化博物馆馆长。
2022年12月17日凌晨4时56分，因脑溢血抢救无效逝世于上海市第六人民医院。

## 简历
- 1932年6月2日刘达临出生于上海一个工程师家中。
- 1946-1949，在上海中学读高中。
- 1949年9月，入学燕京大学新闻系。
- 1951年参军为参谋。
- 1955年获得中尉军衔。
- 1969年复员。
- 1969年10月至1982年3月在上海自动化仪表一厂工作。[2]
- 1982年4月从事上海大学《社会》杂志编辑工作，历任编辑、副主编。[2]
- 1988年任上海性学研究中心主任，创办《性教育》杂志。
- 1990年9月参加德国第三届柏林国际性学大会。
- 1992年，刘达临著《中国当代性文化--中国两万例性文明调查报告》出版；美国《时代》周刊称之为“中国的金赛报告”。7月参加德国第四届柏林国际性学大会。
- 1994年获得“赫希菲尔德国际性学大奖”。
- 1995年在上海青浦县徐泾镇创办中华性文化博物馆；1999年迁往上海市南京路，历经周折，又于2003年迁址江苏同里，2004年4月18日正式开放。

## 著作
1. 刘达临著 《性社会学》
2. 刘达临著《中国当代性文化——中国两万例性文明调查报告》
3. 刘达临编著 《中国性史图鉴》600+ 插图 长春  时代文艺出版社 ISBN 7-5387-1355-7
4. 刘达临编著 《中国历代房内考》
5. 刘达临著《中国情色文化史》（上下册） 人民日报出版社 2004 ISBN 7-80153-776-9
6. 《浮世与春梦 : 中国与日本的性文化比较》
7. 刘达临著 《我的性学之路》  中国青年出版社 2001 ISBN 7-104-01415-2